# Regione di Čuj
La regione di Čuj (in kirghiso Чүй облусу?, Çüy oblusu; in russo Чуйская область?, Čujskaja oblast) è la regione (oblast) più settentrionale della Chirghisia e ha come capoluogo Biškek, la capitale del Paese.

## Geografia fisica
Il territorio della regione comprende la valle di Čuj e la catena dell'Alatau chirghiso; il terreno nero della valle è molto fertile e ampiamente irrigato dalle acque deviate dal fiume Čuj.

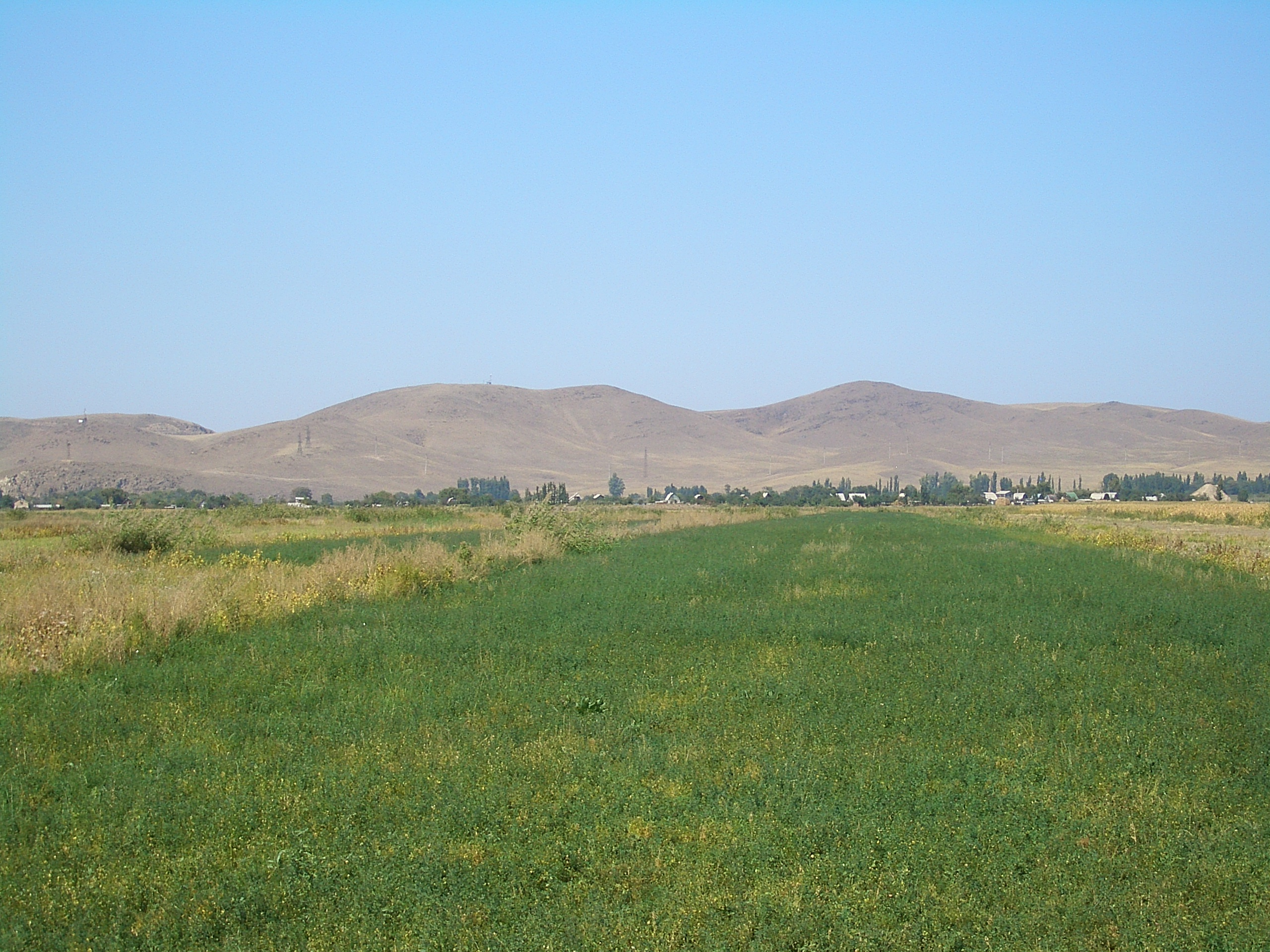
La valle di Čuj ai confini con il Kazakistan

## Economia
La produzione agricola include frumento, mais, barbabietole da zucchero, patate, erba medica e altre varietà di verdura e frutta. Durante l'era sovietica, vennero costruiti stabilimenti industriali (tra i quali alcuni per la lavorazione dei prodotti agricoli) in tutta la regione, dando vita allo sviluppo di alcune città come Tokmok, Kant e Kara-Balta.

## Società

### Evoluzione demografica
La popolazione è considerevolmente più eterogenea di quella delle altre regioni del paese, essa infatti comprende, tra gli altri, russi, ucraini, dungani, coreani e tedeschi.

## Geografia antropica

### Suddivisioni amministrative
La regione di Čuj è divisa in otto distretti, Tokmok, che è stata il capoluogo della regione dal 2003 al 2006, è considerata come un distretto a parte:

| Distretto | Capitale    |
| --------- | ----------- |
| Alamudun  | Lebedinovka |
| Čuj       | Čuj         |
| Kemin     | Kemin       |
| Moskva    | Belovodskoe |
| Panfilov  | Kajyngdy    |
| Sokuluk   | Sokuluk     |
| Ysyk-Ata  | Kant        |
| Žajyl     | Kara-Balta  |
| Tokmok    | Tokmok      |